# Ivacs megállóhely
Ivacs megállóhely egy Pest vármegyei vasúti megállóhely Veresegyház településen, a MÁV üzemeltetésében. Az 1992. május 1-én átadott megállóhely a város belterületének déli részén, az Ivacsi-tó és a Pamut-tó között helyezkedik el. A közúti elérését önkormányzati utak biztosítják. A Volánbusz helyi járata érinti.

## Vasútvonalak
A megállóhelyet az alábbi vasútvonalak érintik:
- Budapest–Vácrátót–Vác-vasútvonal

## Kapcsolódó állomások
A megállóhelyhez az alábbi állomások vannak a legközelebb:
- Csomád vasútállomás (Budapest-Nyugati pályaudvar, Budapest–Vácrátót–Vác-vasútvonal)
- Veresegyház vasútállomás (Vác vasútállomás, Budapest–Vácrátót–Vác-vasútvonal)

## Megközelítés tömegközlekedéssel
- Helyi busz:  389, 391, 392, 395, 396

## Forgalom
| Járat | Útvonal | Gyakoriság           |
| ----- | --- | -------------------- |
| S71   | Budapest-Nyugati – Rákosrendező – Istvántelek – Rákospalota-Újpest – Rákospalota-Kertváros – Alagimajor – Fót – Fótújfalu – Fótfürdő – Csomád – Ivacs – Veresegyház – Erdőkertes – Vicziántelep – Őrbottyán – Rudnaykert – Váchartyán – Csörög – Máriaudvar – Vác-Alsóváros – Vác | Óránként             |
| G71   | Budapest-Nyugati – Rákospalota-Újpest – Fót – Fótújfalu – Ivacs – Veresegyház – Erdőkertes – Vicziántelep – Őrbottyán – Rudnaykert – Váchartyán – Vácrátót – Csörög – Máriaudvar – Vác-Alsóváros – Vác                                                                            | Csúcsidőben óránként |